# Liste der Monuments historiques in Bousselange
Die Liste der Monuments historiques in Bousselange führt die Monuments historiques in der französischen Gemeinde Bousselange auf.

## Liste der Objekte
| Bezeichnung                                      | Beschreibung                                         | Standort                                   | Kennzeichnung | Schutzstatus | Datum | Bild |
| ------------------------------------------------ | ---------------------------------------------------- | ------------------------------------------ | ------------- | ------------ | ----- | ---- |
| Skulptur Johannes Evangelist                     | Kalkstein, farbig gefasst, Ende des 15. Jahrhunderts | in der Kirche Nativité-de-la-Vierge (Lage) | PM21000371    | Classé       | 1962  |      |
| Grabstein für das Herz von Jacques de Courcelles | Kalkstein, bezeichnet 1612                           | in der Kirche Nativité-de-la-Vierge (Lage) | PM21000372    | Classé       | 1964  |      |
| Glocke                                           | Bronze, 1760 gegossen                                | in der Kirche Nativité-de-la-Vierge (Lage) | PM21000373    | Classé       | 1964  |      |